# Jakov Jushny

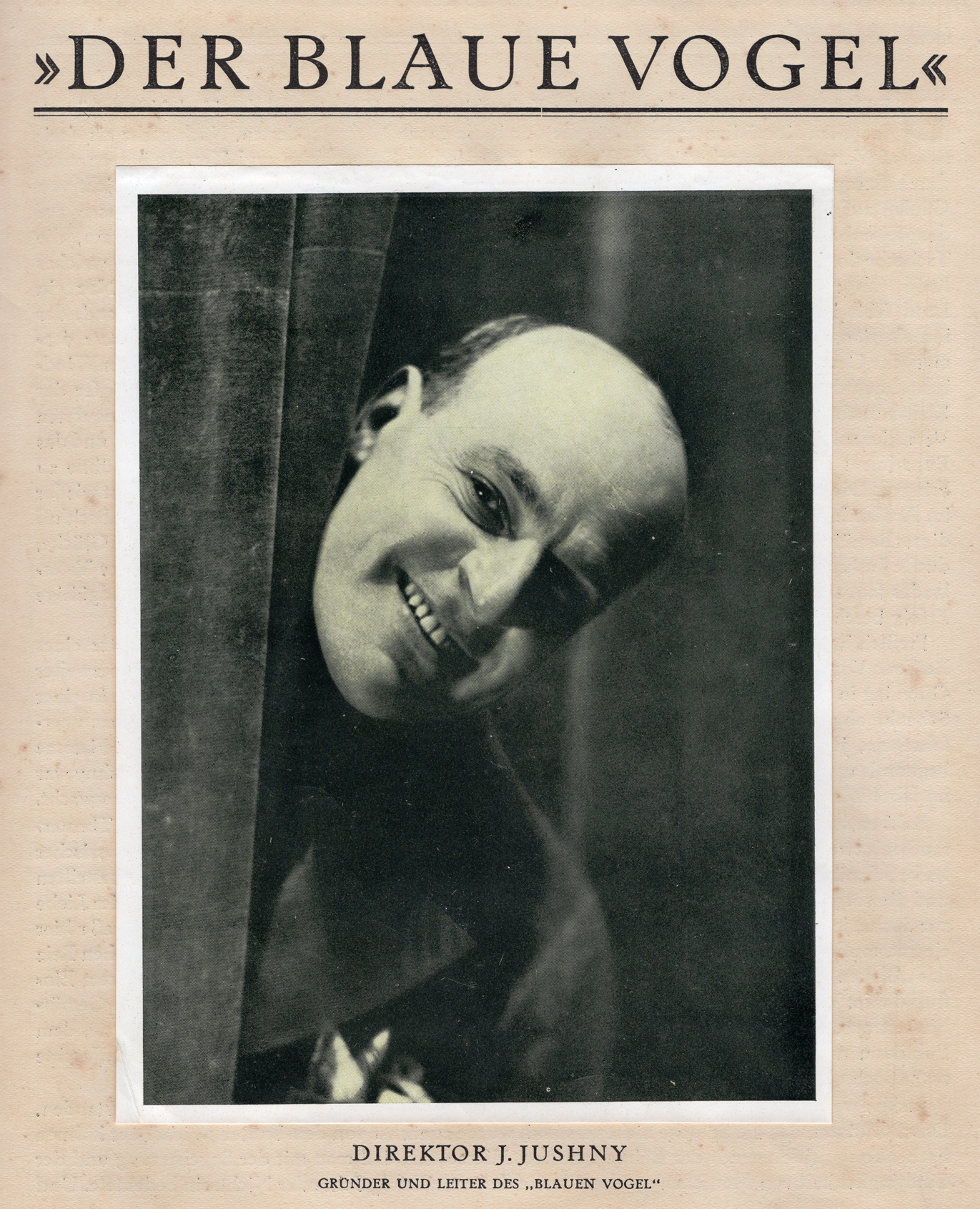
Jakov Jushny, 1928

Jakov Jushny (russisch Яков Давидович Южньй, Jakow Dawidowitsch Juschnyj; geboren 1883; gestorben am 16. Oktober 1938 in Prag, Tschechoslowakei)  war ein russischsprachiger Schauspieler und Conferencier. Er leitete das Theater Der Blaue Vogel in Berlin in den 1920er Jahren.

## Leben

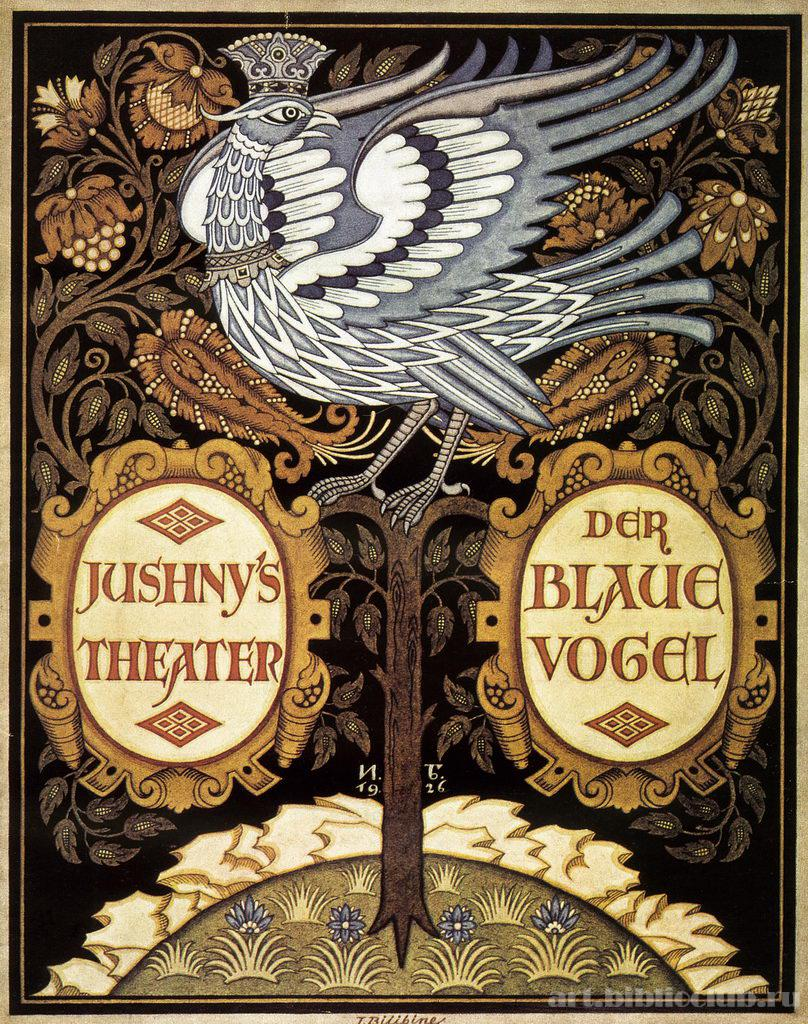
Plakat des Theaters Der Blaue Vogel

Jakov Jushny stammte aus einer jüdischen Familie in Kertsch oder Umgebung auf der Krim. Er wurde Schauspieler und lebte zeitweise in Odessa.
Von 1913 bis 1914 war er am bekannten Korsch-Theater in Moskau. Um 1919 hatte er ein eigenes kleines Theater in Moskau. 1920 verließ er Russland.
1921 gründete Jakov Jushny mit anderen exilierten russischen Künstlern das Kleinkunsttheater Der Blaue Vogel in Berlin. Er wurde dessen Direktor, Hauptgesellschafter der Blau-Vogel G.m.b.H. und Miteigentümer der Gebäude Goltzstraße 9 und 10 in Schöneberg. Am 17. Dezember 1921 gab es die erste Vorstellung. Das Theater entwickelte sich schnell zum bekanntesten der drei russischen Kleinkunstbühnen in Berlin und hatte 1928 über 2.000 Vorstellungen in zahlreichen Städten des Deutschen Reiches, Europas und der USA aufgeführt.
Um 1930 verließ Jakov Jushny Berlin, das Theater wurde von ihm in Prag weiter geführt, dort starb er 1938.
Jakow Juschny war in den 1920er Jahren mit der Schauspielerin Valentina Arenzvari verheiratet. Diese gehörte zu den wichtigsten Darstellerinnen des Theaters und starb 1943 in Berlin.